# Paranasua
Paranasua — вимерлий рід хижих, що жив у США (Канзас, Флорида, Оклахома) (3 колекції). Рід містить такі види: Paranasua biradica.